# Luigi Pelloux
Luigi Pelloux (n. 1 martie 1839, Roche, Auvergne-Rhône-Alpes, Franța – d. 26 octombrie 1924, Bordighera, Liguria, Italia) a fost un politician și general italian, născut din părinți care și-au păstrat cetățenia italiană când Savoia a fost anexată Franței. A fost prim-ministru al Italiei între 29 iunie 1898 și 24 iunie 1900, iar administrația sa a fost considerată de istorici drept conservatoare și militaristă.

## Cariera timpurie

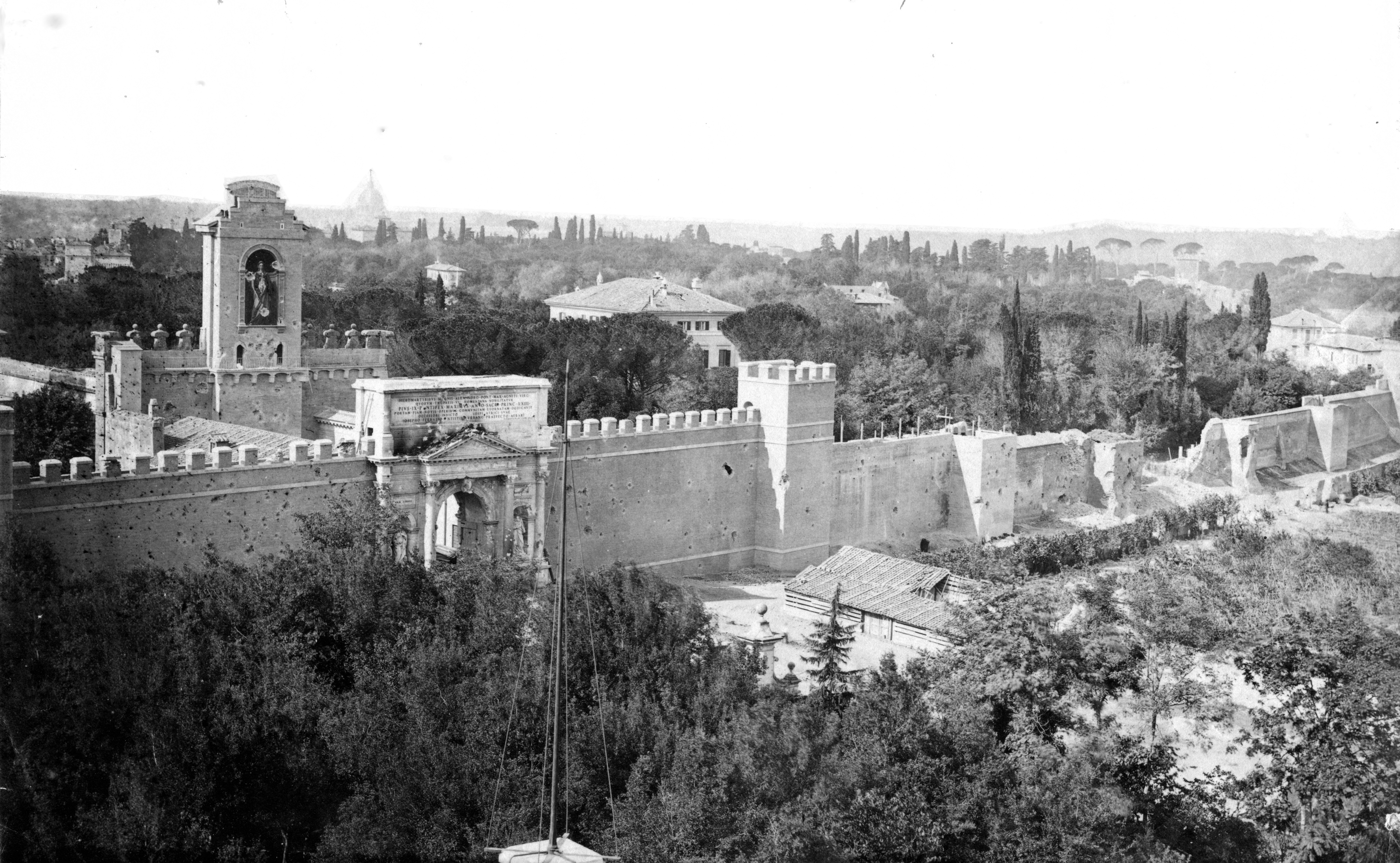
„Breșa Porta Pia” făcută în 1870 în Zidurile Aureliane ale Romei

Pelloux s-a născut în La Roche-sur-Foron, Savoia, pe atunci parte a Regatului Sardiniei. Intrând în armată ca locotenent de artilerie în 1857, a câștigat medalia pentru vitejia militară în bătălia de la Custoza din 1866, iar la 20 septembrie 1870 a comandat brigada de artilerie care a făcut o breșă în zidul Romei la Porta Pia, fapt care a permis soldaților Bersaglieri să intre în Roma și să finalizeze unificarea Italiei. A intrat în ministerul de război în 1870, iar în 1880 a devenit secretar general, calitate în care a introdus multe reforme utile în armată.
A fost ales în Cameră în 1881 ca deputat din partea orașului Livorno, pe care l-a reprezentat până în 1895, și s-a alăturat partidului stângii istorice. După o succesiune de înalte comandamente militare, a primit funcția de șef al Statului Major General în 1896. A fost ministru de război în cabinetele Rudinì și Giolitti din 1891-1893. În iulie 1896 a preluat din nou portofoliul de război în cabinetul Rudinì și a fost numit senator. În mai 1897 a obținut adoptarea Legii de reformă a armatei, fixând cheltuielile militare italiene la maximum 9.560.000 lire pe an, dar în decembrie al aceluiași an a pierdut susținerea în Cameră pe chestiunea promovării ofițerilor.

## Prim-ministru al Italiei
Demisionând din funcție, a fost trimis în calitate de Comisar Regal la Bari în mai 1898, unde, fără a recurge la legea marțială, a reușit să restabilească ordinea publică, suprimând demonstrațiile de stradă în care se cerea „pâine și muncă”. La căderea guvernului lui Rudinì în iunie 1898, după masacrul lui Bava Beccaris, generalului Pelloux i s-a încredințat de către regele Umberto sarcina formării unui nou guvern și și-a luat pentru sine funcțiile de prim-ministru și de ministru de interne. El a demisionat în mai 1899 din cauza politicii sale chinezești (criza diplomatică legată de ocuparea golfului San Mun din China), dar i s-a încredințat din nou povara formării unui guvern. Noul său cabinet era în esență militar și conservator, cel mai conservator din 1876.
A luat măsuri severe împotriva elementelor revoluționare din Italia. Proiectul de lege privind siguranța publică pentru reforma legilor poliției, preluat de el de la cabinetul Rudinì și, în cele din urmă, promulgat prin decret regal, a fost obstrucționat cu înverșunare de către Partidul Socialist din Italia (PSI) și de Extrema Stângă. Legea a făcut ca grevele angajaților statului să fie ilegale; a acordat executivului puteri largi de interzicere ale adunărilor publice și de dizolvare ale organizațiilor subversive; a revitalizat pedepsele de exil și de arest preventiv pentru infracțiuni politice; și a întărit controlul asupra presei făcând autorii responsabili pentru articolele lor și declarând incitarea la violență o infracțiune.
Radicalii și socialiștii demarează o campanie obstrucționistă împotriva noii legi coercitive folosind puncte de ordine, discursuri nesfârșite și alte tactici procedurale de întârziere și amânare. Când Pelloux a încercat să forțeze parcursul legii în Parlament prin decret regal în iunie 1899, politicienii mai moderați, precum Giuseppe Zanardelli și Giovanni Giolitti, au considerat măsura neconstituțională și s-au alăturat opoziției. Opoziția în creștere a reușit să-l forțeze pe generalul Pelloux să dizolve Camera în mai 1900 și să demisioneze după alegerile generale din iunie.

## Cariera târzie
În toamna anului 1901 a fost numit la comanda corpului de armată din Torino. S-a pensionat în 1905. Pelloux a murit la Bordighera în 1924.